# Марсинг
Марсинг (на английски: Marsing) е град в окръг Оуайхи, щата Айдахо, САЩ. Марсинг е с население от 890 жители (2000) и обща площ от 1,7 km². Намира се на 701 m надморска височина. ЗИП кодът му е 83639, а телефонният му код е 208.